# Ржевский полигон
Рже́вский полиго́н (Ржевский артиллерийский полигон) — артиллерийский полигон на территории Всеволожского района Ленинградской области.

## История
Основан в 1854 году как Главный артиллерийский полигон Русской императорской армии и первоначально размещался на Волковом поле (ныне Волковское кладбище) в составе одной «опытовой» батареи.
В 1863 году, морскому ведомству была выделена нынешняя территория полигона — правая часть Охтинского поля протяжённостью около 16 километров до Токсовских высот.
Полигон начал функционировать в 1879 году и являлся самым знаменитым артиллерийским полигоном, как в Российской империи, так и в СССР.
С 1892 года, когда была открыта Ириновская железная дорога, часть её проходила по северной обочине Рябовского земского шоссе (современной Дороги жизни), при этом земли под платформу Военная, а также станции Полигон и Ковалёво были арендованы у полигона.

ПОЛИГОН — станция Ириновской узкоколейной ж. д. для приема и высадки пассажиров, на земле Главного артиллерийского полигона, арендованной бароном Корфом, при пруде 1 двор, 4. м. п., 4 ж. п., всего 8 чел. буфет с крепкими напитками.

КОВАЛЕВА — станция Ириновской ж. д. для приема и высадки пассажиров, на земле Главного артиллерийского полигона, арендованной бароном Корфом, при р. Лупа 1 двор, 3 м п., 1 ж. п., всего 4 чел. смежно с селением Ковалеве. (1896 год)

В 1910—1917 годах начальник Главного артиллерийского полигона — генерал-лейтенант В. М. Трофимов.
В 1923 году, при перешивке на широкую колею, железную дорогу проложили заново, к югу от земель полигона. Во времена Российской империи, а позднее СССР, на полигоне проводились испытания артиллерийских установок (в том числе морской артиллерии), снарядов, брони, железобетонных укреплений, систем реактивной артиллерии, ракетных двигателей.
Есть свидетельства, что расположенные на территории Ржевского полигона: урочище Койранкангас, а также арсенал в Ковалёвском лесу, были местами массовых приведений в исполнение расстрельных приговоров в 1920-е—1930-е годы, последний является предполагаемым местом расстрела поэта Николая Гумилёва.
С 1928 года по 1933 год на территории полигона с использованием его базы работала Газодинамическая лаборатория. В 1938 году он получил название Артиллерийский научно-исследовательский опытный полигон (АНИОП). При этом часть территории полигона с 1932 года занимал Научно-исследовательский морской артиллерийский полигон, входивший в состав Артиллерийского научно-исследовательского морского института.
Во время Великой Отечественной войны Научно-исследовательскому морскому артиллерийскому полигону, установки которого не могли быть эвакуированы из-за их большого веса, под руководством генерал-лейтенанта И. С. Мушнова пришлось принять участие в обороне Ленинграда. Первые боевые выстрелы полигон произвёл 29 августа 1941 года из самого мощного и дальнобойного в то время советского орудия — 406-мм морской пушки Б-37. Артиллерия полигона, в состав которой входили орудия также 356-мм, 305-мм, 180-мм и 152-мм калибров, начала постоянно выполнять боевые задания, состоя в оперативном подчинении начальника артиллерии КБФ. Последние боевые выстрелы на полигоне прозвучали 10 июня 1944 года во время Выборгской наступательной операции.

## Территория
Территория полигона лесистая, большая его часть покрыта болотами (некоторые из них непроходимые). Площадь полигона — 740 км², что сопоставимо с площадью Москвы в пределах МКАД — 877 км². Границы полигона в официальном документе не опубликованы; по одним данным полигон ограничен шоссе Санкт-Петербург — Матокса с запада, Дорогой жизни А128 с юго-востока, шоссе Ржевка — Девяткино и кольцевой бетонкой А120 (Борисова Грива — Матокса). По другим данным, полигон выходит к побережью Ладожского озера. В годы своего активного существования полигон оказывал своё влияние и за пределами огороженной территории. Так, во время стрельбы по броне, осколки разлетались на весьма большие расстояния. С целью защиты лиц, застигнутых стрельбой на проходящем мимо шоссе, на его обочине, начиная от станции Ржевка, были установлены броневые щиты, за которые следовало скрыться после того, как ими будет услышан условный сигнал.
От полутора веков испытаний на территории полигона осталось множество заброшенных объектов: установок, зданий, цехов, наблюдательных вышек и бункеров, транспортных коммуникаций и пр. По-настоящему уникальные артиллерийские системы в основном сконцентрированы на одном испытательном поле, сравнительно небольшом по площади. Наиболее известные артиллерийские орудия Ржевского полигона — 305-мм орудие (1914 г.) и 406-мм морское орудие Б-37, участвовавшее в защите Ленинграда в годы Великой Отечественной войны. Предлагается присвоить этим 2-м артиллерийским системам статус памятников истории и культуры Российской Федерации федерального значения.

## Проблемы
После распада СССР полигон перестал эксплуатироваться в полном объёме, большинство военных объектов оказалось заброшено. Неоднократно ставился вопрос о ликвидации Ржевского полигона, на котором периодически возникали пожары и гремели взрывы. Наиболее близко к этой цели подошли во время проектирования КАД, первоначальный проект которой предполагал, что она будет проходить по его территории. Ещё в 2004 г. был утверждён состав Рабочей группы для подготовки предложений по передаче части его земель в собственность Ленинградской области. Указанная группа предложила перевести 160 км² полигона, на которых уже расположены населённые пункты и садоводства, в собственность области. Но сведений о прогрессе в разрешении этой непростой ситуации нет. В последние годы из-за минимального использования полигон не доставляет явных неудобств Санкт-Петербургу. Однако, он разделяет Всеволожский район Ленинградской области на две плохо связанные между собой части. Очевидно, к вопросу ещё вернутся при строительстве КАД-2, которая предположительно пройдёт через полигон и разделит его на две части.
Архаизм существования крупного артиллерийского полигона рядом с мегаполисом понимается во властных структурах. Проекты развития территории полигона исходят как от Правительства Ленинградской области, так и Санкт-Петербурга. Но до разрешения вопросов с Министерством обороны Российской Федерации (Минобороны России) об этом говорить рано. По периметру полигон застраивается садоводствами, в том числе нелегальными. В 2018 году на Ржевском полигоне было обнаружено захоронение твёрдых коммунальных отходов. В 2020 году вглубь полигона завозился строительный мусор из Петербурга.
На территории полигона планируется строительство кампуса Университета имени Лесгафта.

## Фото

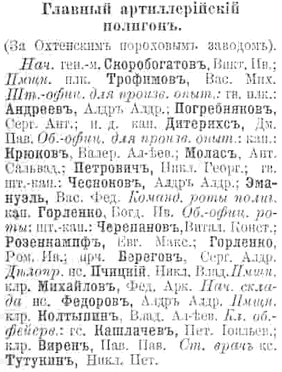
Список начальствующего состава Ржевского полигона в 1908 году
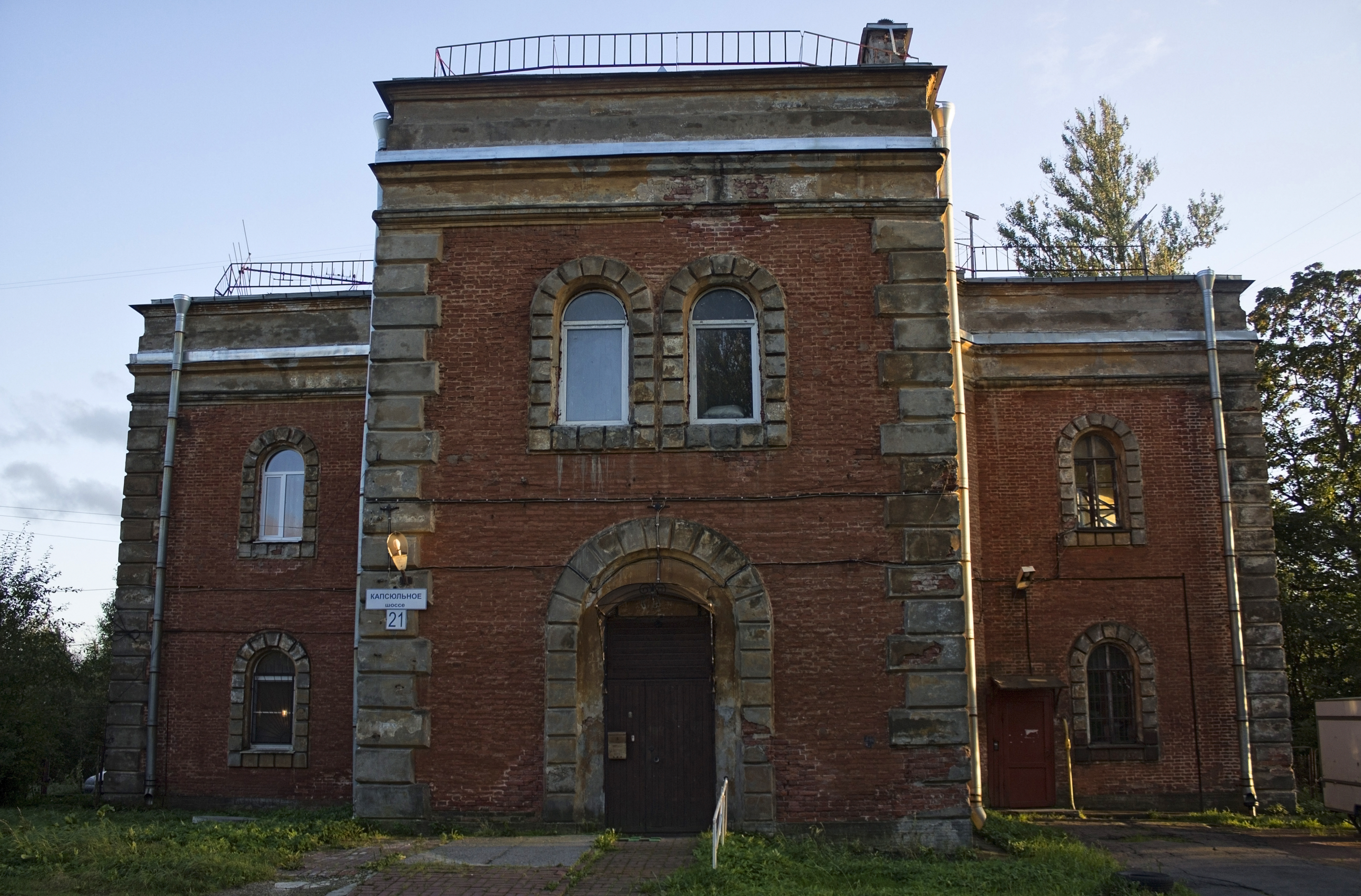
Здание четырёхпоставочной коннопаровоздуховодной мельницы
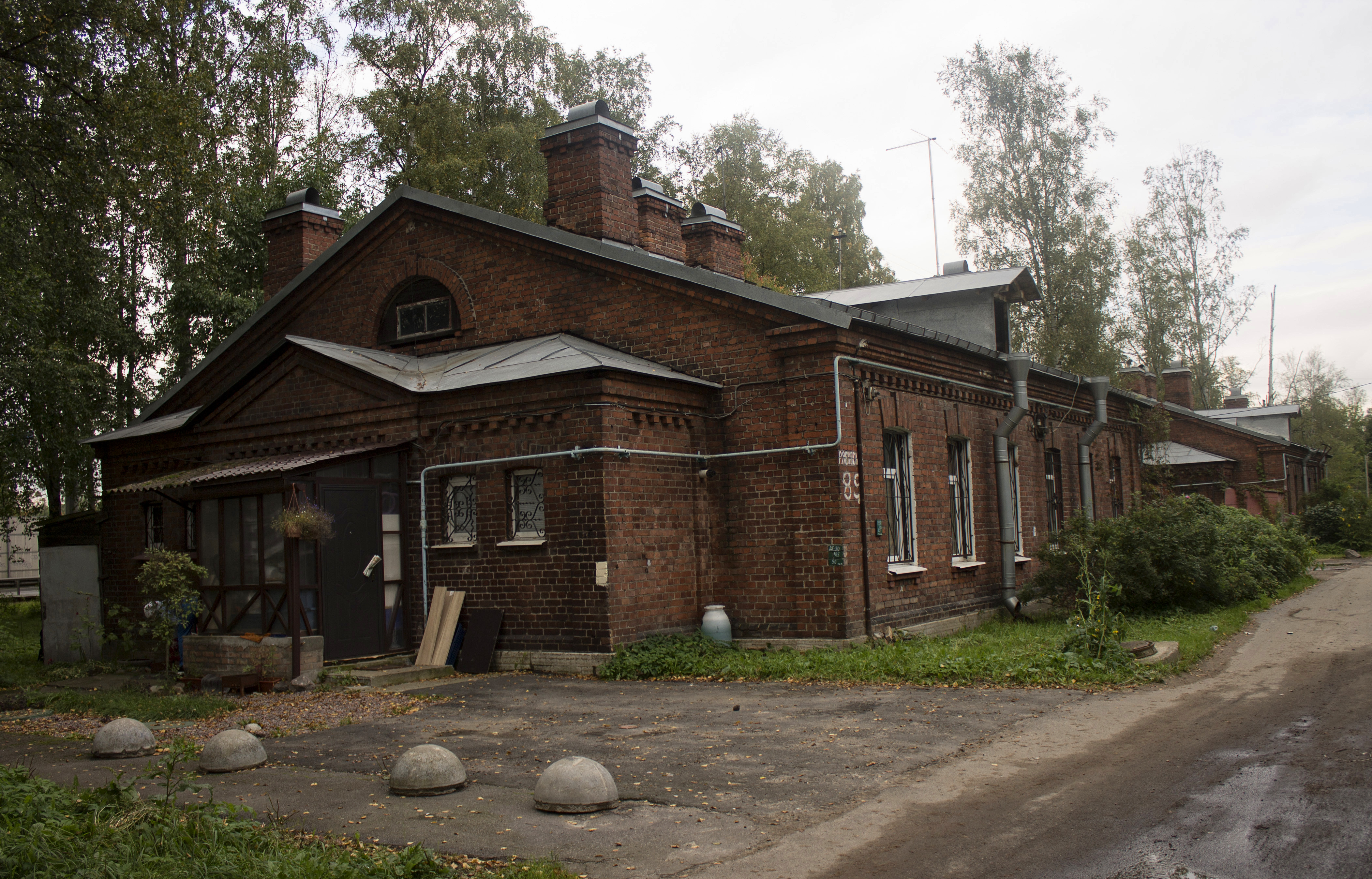
Здание офицерской казармы
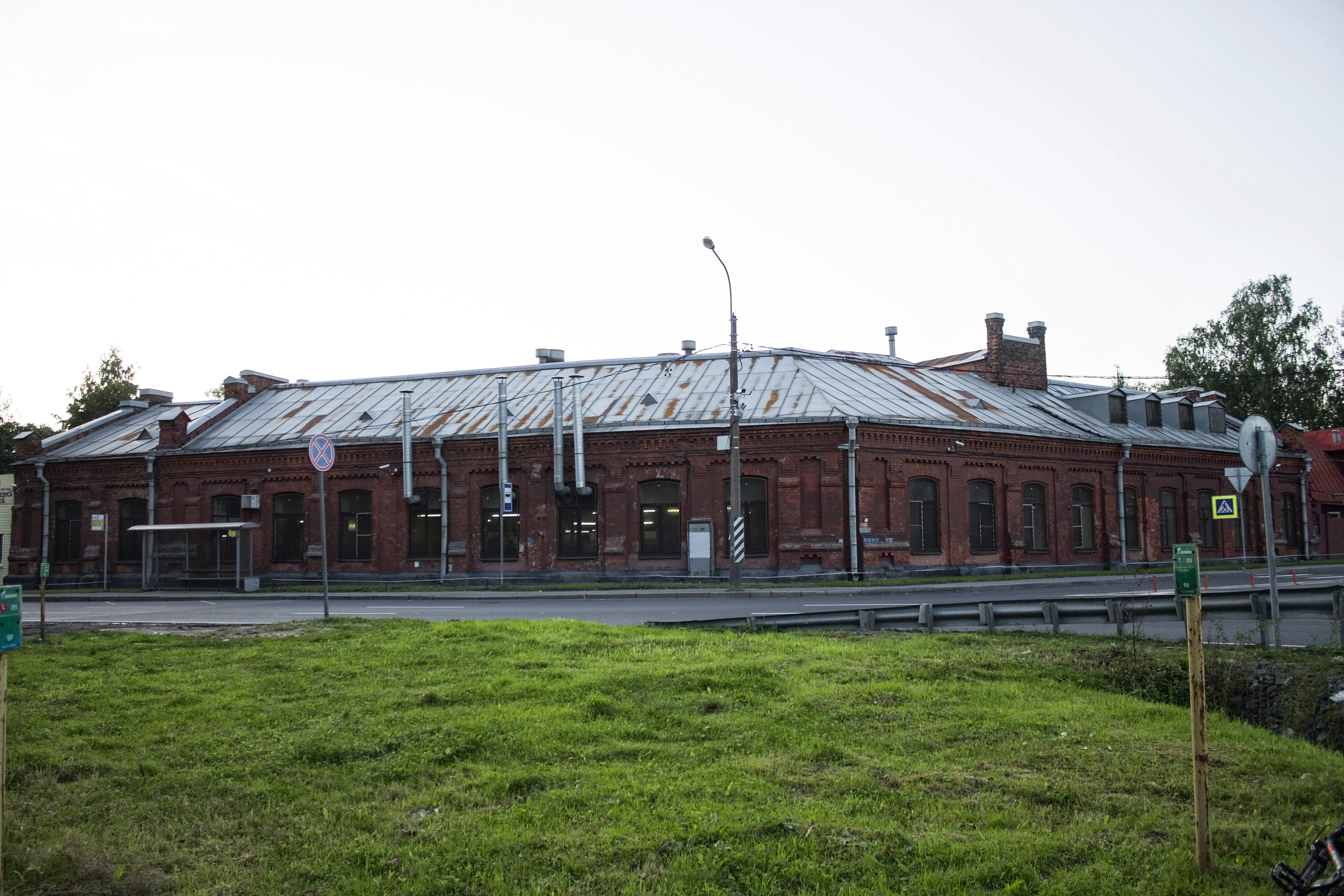
Механические и слесарные мастерские Пиротехнической школы
Крест-кенотаф в вероятном месте расстрела Николая Гумилева. Ковалевский лес, заброшенный арсенал (пороховой погреб) Ржевского полигона, у изгиба реки Лубьи
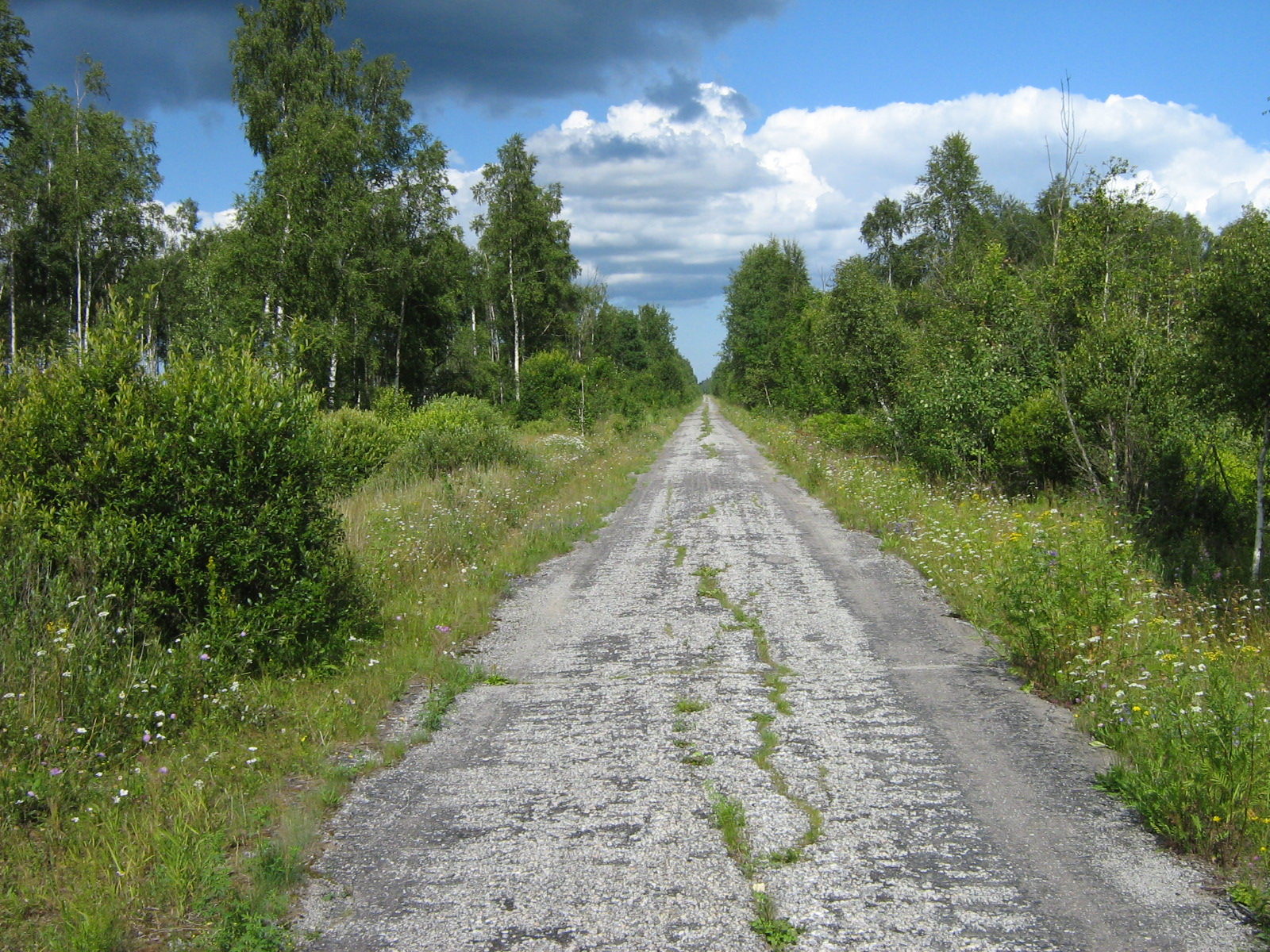
Дорога Приютино — Койранкангас
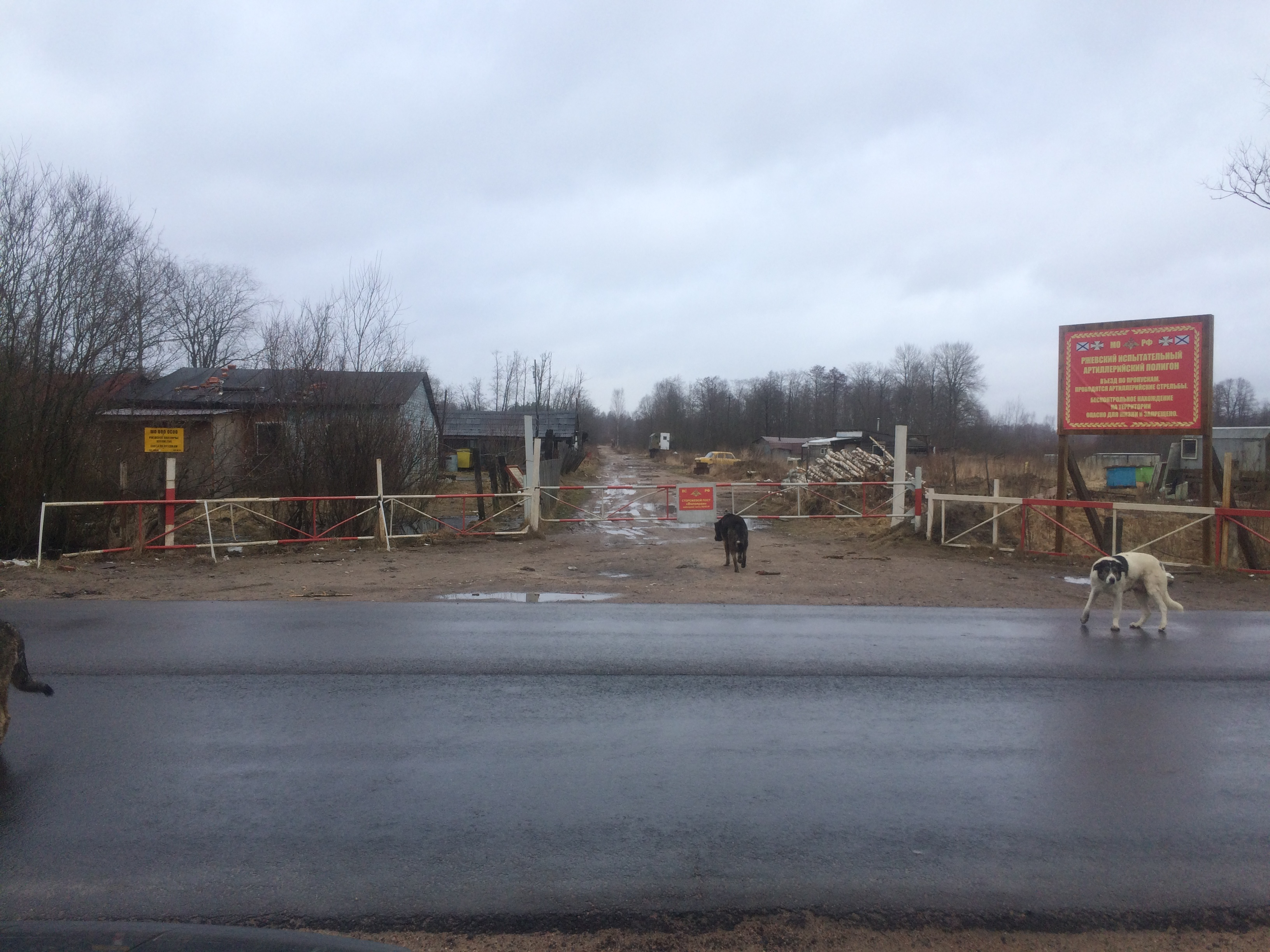
Въезд в полигон в деревне Волоярви